# هفت قله سوم

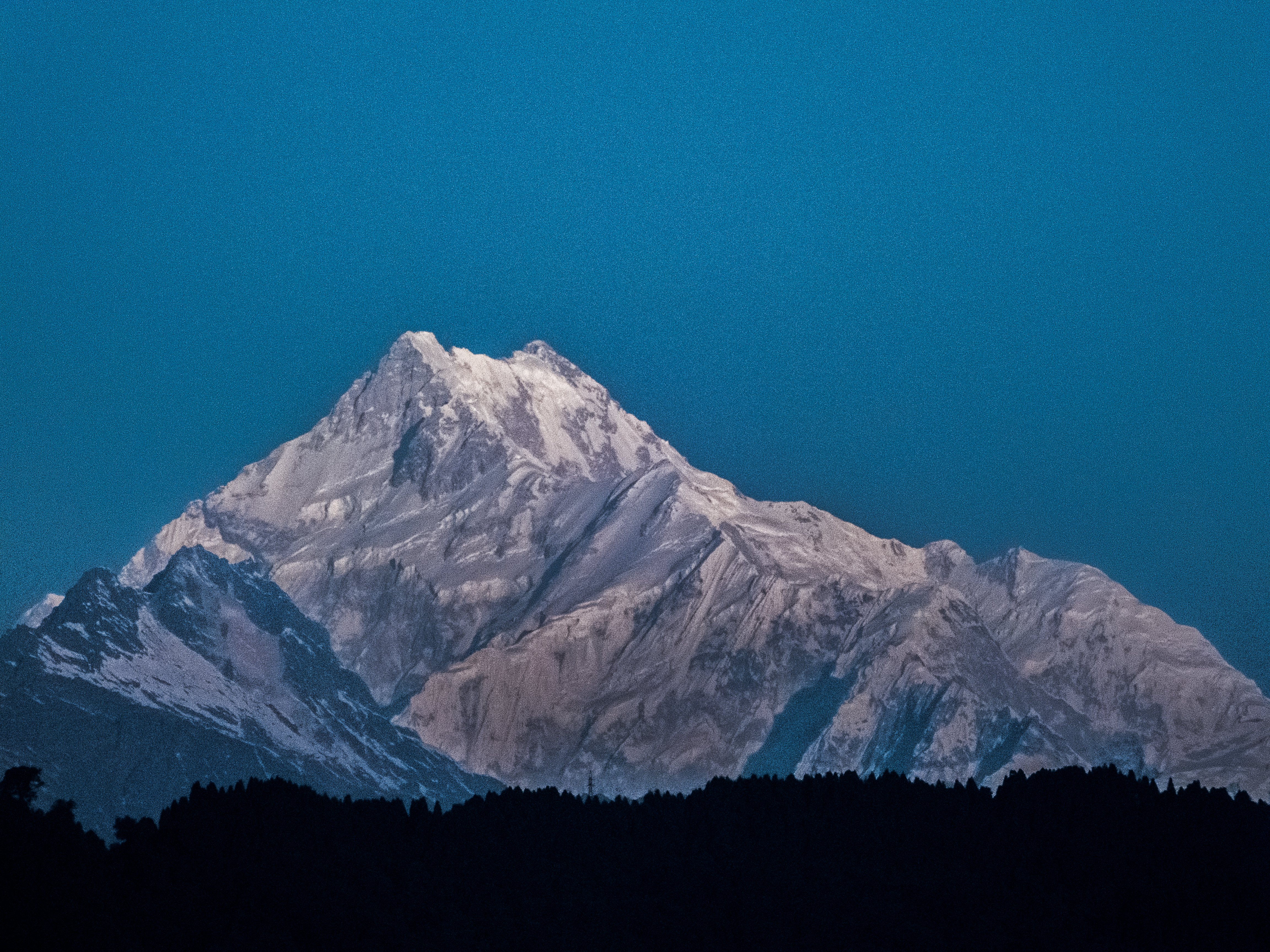
کانگچنجونگا سومین کوه بلند جهان

هفت قلهٔ سوم (به انگلیسی: Seven Third Summits) سومین بلندترین کوه‌های هفت قاره جهان هستند که قله‌هایی مستقل دارند. همه این قله‌ها کوه‌های مستقلی هستند و بعنوان قله فرعی از یک کوه محسوب نمی‌شوند. کریستین اشتانگل، کوهنورد اتریشی نخستین کسی است که با فتح پونچاک تریکورا و پونچاک ماندالا بعنوان بخشی از پروژه هفت قله سه‌گانه توانسته‌است تمامی هفت قلهٔ سوم را صعود کند.

## کوه‌های هفت قله سوم
برای این قله‌ها نیز همچون فهرست هفت قله که بلندترین کوه‌های هفت قاره را شامل می‌شود دو فهرست وجود دارد که توسط ریچارد بیس و رینولد مسنر ارائه شده‌اند. در فهرست بیس کوه تینام به عنوان سومین کوه بلند استرالیا در نظر گرفته شده‌است درصورتی که مسنر کوه پونچاک تریکورا واقع در اندونزی را سومین کوه بلند قارهٔ اقیانوسیه می‌داند. نام کوه‌های هفت قلهٔ سوم بر اساس هر دو فهرست در جدول زیر آمده‌است:
| فهرست بیس | فهرست' مسنر | قله            | ارتفاع | ارتفاع | قاره          | کشور      |
| فهرست بیس | فهرست' مسنر | قله            | متر    | فوت    | قاره          | کشور      |
| --------- | ----------- | -------------- | ------ | ------ | ------------- | --------- |
| ✔         | ✔           | کانگچنجونگا    | ۸٬۵۸۶  | ۲۸٬۱۶۹ | آسیا          | نپال، هند |
| ✔         | ✔           | مونت پیسیس     | ۶٬۷۹۳  | ۲۲٬۲۸۷ | آمریکای جنوبی | آرژانتین  |
| ✔         | ✔           | اوریزابا       | ۵٬۶۳۶  | ۱۸٬۴۹۱ | آمریکای شمالی | مکزیک     |
| ✔         | ✔           | ماونزی         | ۵٬۱۴۹  | ۱۶٬۸۹۳ | آفریقا        | تانزانیا  |
| ✔         | ✔           | شخارا          | ۵٬۱۹۳  | ۱۷٬۰۳۷ | اروپا         | گرجستان   |
| ✔         |             | کوه تینام      | ۲٬۱۹۵  | ۷٬۲۰۱  | اقیانوسیه     | استرالیا  |
|           | ✔           | پونچاک تریکورا | ۴٬۷۵۰  | ۱۵٬۵۸۴ | اقیانوسیه     | اندونزی   |
| ✔         | ✔           | کوه شین        | ۴٬۶۶۱  | ۱۵٬۲۹۲ | جنوبگان       | ندارد     |